# Urmella
Urmella es una localidad española perteneciente al municipio de Bisaurri, en la Ribagorza, provincia de Huesca, Aragón. Se encuentra junto al barranco de Urmella y su estructura está dividida en dos.

## Geografía
Este pueblo se localiza en el Pirineo aragonés, a unos 1.250 metros de altitud, en el barranco de Urmella, al cual le da nombre, en las últimas estribaciones del Pico Gallinero y en las faldas de la Tuca de Urmella. Antiguamente poseía minas de plata y cobre, que actualmente no se explotan. Se encuentra en la ladera de dos montañas, el Gallinero y la Tuca de Urmella. Recibe gran cantidad de Sol por su emplazamiento solano en una ladera, razón por la cual forma parte de la llamada "ruta del Solano".

## Toponimia
El nombre de Urmella proviene de diversas alteraciones del nombre original a lo largo de los siglos.
Originalmente tomaba el nombre de Orema, tal y como se hace saber en la escritura de 1044 de Ramiro I, en la cual el monasterio de Santos Justo y Pastor pasa a San Victorián. 
A principios del siglo XI,  en las Décimas de Castejón de Sos apareció citado como Orema nuevamente, y fue a principios del siglo XII cuando se llamó Aurigema, según un documento apócrifo, probablemente el nombre viniera de gema por sus minas, de plata y cobre.
En 1571 aparece ya como Urmella, al igual que en 1575, años en los cuales se han encontrado registros del castellano antiguo. En 1451, en El Lucero se cita como Urmella.
En  Los fuegos agrupados de la sobrecullida de Ribagorça, del año 1495 aparece como Orniella. También se han encontrado documentos del año 1017 del obispo de Roda, Borrell, y del año 1004 en los que aparece como: Urmella, pero no han sido precisamente probados y no son muy fiables.
También se han encontrado otras menciones, como Oreme que probablemente venga de Ulmetula (olmedilla). 
Urmella es por tanto un diminutivo de Orema. El nombre se cree que procede del vasco-ibérico. Ur-, significa agua, y mela-, empapado. Por lo tanto el nombre en vasco-ibérico (Urmela), significaría: Lugar empapado por el agua. 
Esto es factible, ya que Urmella es un pueblo húmedo, verde, con fuentes, barrancos y mucha agua, pero no es muy normal que un pueblo se forme por dos palabras, así que quedaría descartado. 
Es por tanto que, en todos los pueblos de la zona se ha registrado la variante: Or-, Orm- y Urm-, lo que da que pensar que provenga Urmella de Ulmeta, que formaría un diminutivo: Ulmetilla (olmedilla), y de forma forzada, pasara a ser Urmella, cosa que, por los olmos que se extienden a lo largo del término municipal, lo hacen factible.

## Datos
Urmella es un lugar de unos 21 habitantes (9 varones y 12 mujeres) según el último censo (INE 2010), encajonado en el barranco de Urmella, en las últimas estribaciones del pico Gallinero, bajo la Tuca de Urmella. Se divide en dos barrios: 
- El del norte (o alto): Bajo el que pasa la carretera. Posee las casas más viejas y sólo algunas son nuevas, se encuentra lo que fue el monasterio de los santos Justo y Pastor, existente desde el siglo XI.[3] El ábside principal de los tres, fue destruido para hacer la puerta de entrada y edificar la torre, en 1613. Es el barrio con menos casas. Se sitúa a 1280 metros sobre el nivel del mar.

- El del sur (o bajo): Es el barrio más grande de los dos y el que posee más casas, no posee monumentos, sus casas están reformadas en su totalidad. Su altitud es de 1235 metros sobre el nivel del mar.

Más que clasificar estos dos barrios en el del norte o alto y el del sur o el bajo, se les podría clasificar como el  viejo  y el  nuevo , ya que el barrio del Norte posee todas las casas y monumentos más antiguos y el del sur está completamente reformado y no posee monumentos.
También podría clasificarse el barrio alto como el barrio sombrío y el barrio bajo como el soleado, ya que el barrio bajo está expuesto al sol y no tiene zonas de umbría y el barrio alto está protegido por una barrera de árboles y tiene sombra. 
El nombre de las casas de Urmella, son: Alto, Anterichuan, Antonichoán, Chuanet, Juanet, Marcelina, Marcial, El Mediero, Palomera, Pallás, Ramón, Riba, San Justo.

## Clima
Urmella es un lugar muy alto, unos 1250 metros, pero tiene una desventaja: Es un pueblo muy solano, recibe mucho sol ya que no está resguardado, y su posición y orientación en una ladera hacen que sea un pueblo cálido, que no tenga inversión térmica y no reciba bien las nevadas por su orientación hacia el Sur, aun así su clima es de alta montaña.

## Patrimonio
- Iglesia de San Justo y San Pastor, de estilo románico y del siglo XI con muchas modificaciones en el XVII. Había sido monasterio anteriormente.[1][5]

## Rutas
Urmella forma parte de la llamada Ruta del Solano, que como su propio nombre indica, pasa por los pueblos más soleados de la zona, enclavados en laderas sin resguardo, que comprende diversos pueblos: Eresué, Ramastué, Liri, Arasán, y la misma Urmella. Es una ruta fácil de hacer, recomendada para ir en coche o en bicicleta.